# (134001) 2004 VL9
(134001) 2004 VL9 este un asteroid din centura principală, descoperit pe 3 noiembrie 2004 de LONEOS.